# Deinopis subrufa
Deinopis subrufa este o specie de păianjeni aruncători de pânză din familia deinopidae. Aceștia pot fi întâlniți în estul Australiei și Tasmania.

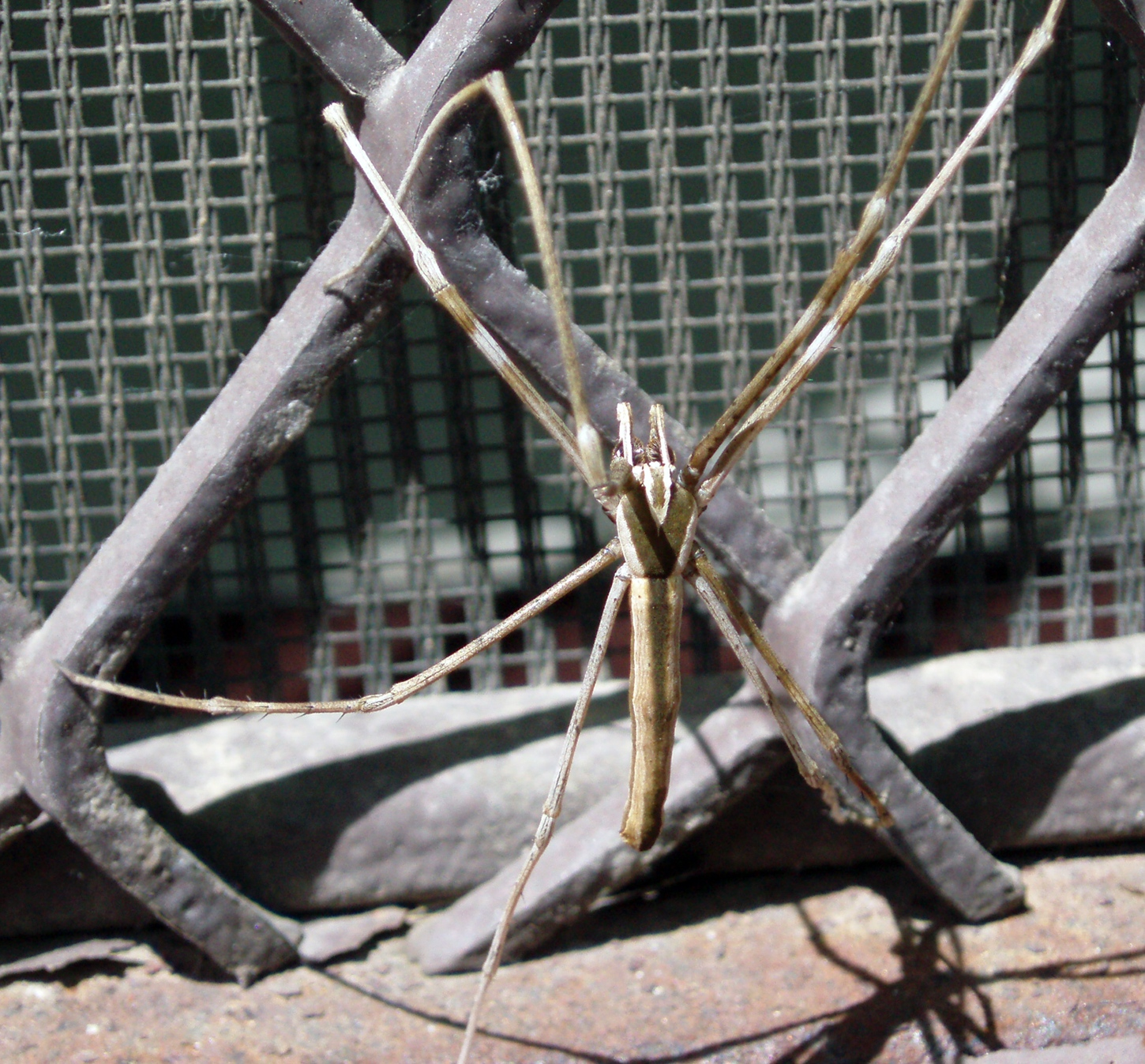